# Щербининское сельское поселение
Щерби́нинское се́льское поселе́ние — упразднённое муниципальное образование в составе Калининского района Тверской области, существовавшее в 2005 — 2023 годах.
Центр поселения — деревня Щербинино.

## Географические данные
- Общая площадь: 91 км².
- Нахождение: восточная часть Калининского района, к юго-востоку от города Тверь.
  - Граничит:
    - на севере — с городом Тверь,
    - на северо-востоке — с Эммаусским СП,
    - на юго-востоке — с Конаковским районом, Городенское СП,
    - на юге — с Тургиновским СП,
    - на западе — с Бурашевским СП.

### Транспорт
Поселение пересекает Октябрьская железная дорога (главный ход Москва — Санкт-Петербург), на севере — автомагистраль «Москва — Санкт-Петербург» (Тверская окружная дорога).
После того, как в 2009 году был пущен поезд «Сапсан», большая часть поселения оказалась отрезанной от бесперебойной связи с Тверью из-за длительного закрытия переезда на станции Чуприяновка. Также отменена большая часть удобных по времени электричек.

## История
С образованием Тверской губернии территория поселения входила в Тверской уезд (в середине XIX-начале XX века деревни поселения относились к Щербининской волости). В 1929 году Тверская губерния ликвидирована и территория поселения вошла в Тверской (с 1931 — Калининский) район Московской области. С 1935 Калининский район относится к Калининской области (с 1990 — Тверской).
Щербининское сельское поселение образовано в 2005 году, включило в себя территорию Щербининского сельского округа.
Законом Тверской области от 26.05.2023 № 25-ЗО муниципальное образование было упразднено с включением всех населённых пунктов в состав Калининского муниципального округа.

## Экономика
На станции Чуприяновка — Волжский государственный конезавод.

## Население
На 01.01.2008 — 2515 человек.

## Населенные пункты
На территории поселения находятся следующие населённые пункты:
| №  | Тип нп  | Название      | Население (2008 год) |
| -- | ------- | ------------- | -------------------- |
| 1  | дер.    | Щербинино     | 45                   |
| 2  | дер.    | Азарниково    | 20                   |
| 3  | дер.    | Бакшеево      | 51                   |
| 4  | дер.    | Козлятьево    | 2                    |
| 5  | дер.    | Марьино       | 11                   |
| 6  | дер.    | Маслово       | 29                   |
| 7  | дер.    | Перхурово     | 18                   |
| 8  | дер.    | Старый Погост | 295                  |
| 9  | дер.    | Труново       | 48                   |
| 10 | дер.    | Федосово      | 17                   |
| 11 | дер.    | Чуприяново    | 230                  |
| 12 | дер.    | Чудово        | 3                    |
| 13 | ж-д.ст. | Чуприяновка   | 1658                 |
| 14 | ж-д.ст. | Кузьминка     | 77                   |

## Известные люди
На станции Чуприяновка родился Герой Советского Союза Виктор Иванович Акимов.

 В деревне Труново родился Герой Советского Союза Иван Тимофеевич Шлёмин.

## Достопримечательности
- Горнолыжный парк «ЯР».